# 中国—白俄罗斯关系

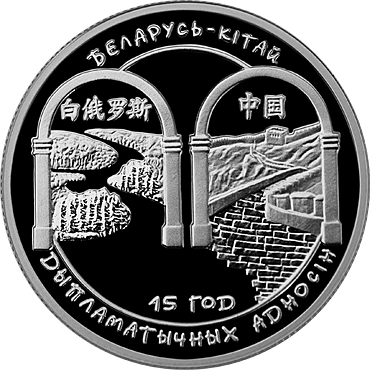
紀念中白建交15周年的紀念幣

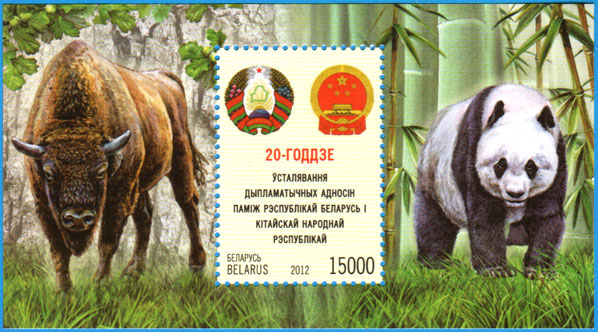
紀念中白建交20周年的郵票

中国—白俄罗斯关系，是指歷史上的中國和白俄羅斯、以至現在中華人民共和國與白俄羅斯共和國之間的雙邊關係。

## 歷史
中白兩國在建交前已有接觸：十月革命前有俄羅斯帝國招募的華工在現今白俄羅斯境內的工廠工作，其後又曾有逾百名華工參與布尔什维克的游击队，在白俄羅斯與俄国白军交戰。
第二次世界大戰時，中國将領唐铎曾参與1944年的明斯克攻勢，重奪納粹德国控制的明斯克，而中華人民共和國元帥朱德的女儿朱敏也曾在明斯克的纳粹集中营中抵抗德軍；此外，苏军有白俄罗斯軍人曾參與中國抗日戰爭，其中一名苏联空军将領更是苏联英雄之一。
1971年关于恢复中华人民共和国在联合国的合法席次，即《聯合國大會2758號決議》，白俄罗斯苏维埃社会主义共和国投下赞成票，即支持中华人民共和国恢复在联合国的合法席次。
蘇聯解體後，白俄羅斯等蘇聯加盟共和國成為獨立國家，中國隨即派員訪問獨立後的俄羅斯、烏克蘭和白俄羅斯；訪烏行程結束後，代表團欲到訪白俄羅斯，但白俄羅斯方面表示正處理其他問題，無暇接待中國代表團，代表團被迫折返。時任中华人民共和国外交部部长錢其琛其後表示承認各蘇聯加盟共和國獨立，並願意與之進行建交談判，白俄羅斯當局隨即對中國代表團表示歡迎；最後，中華人民共和國和白俄羅斯在1992年1月簽署公報，建立外交關係。
白俄罗斯副总理阿纳托利·托济克曾在2006年至2011年担任該國驻华大使，他能操現代標準漢語。
2013年7月，两国建立全面战略伙伴关系；2016年9月建立相互信任、合作共赢的全面战略伙伴关系。
2015年5月10日，中白簽訂聯合聲明，表示支持海峽兩岸關係和平發展，又重申兩國反對台灣獨立的立場；白俄羅斯又在聲明中承諾不向台灣出口軍備，是其他國家对华簽署聯合聲明時较少提及的（事实上1994年《中法联合公报》中，也有“法国政府承诺今后不批准法国企业参与武装台湾”的内容）。翌日，中華民國外交部對兩國的聯合聲明表示遺憾。
白俄羅斯总统亚历山大·卢卡申科于2016年9月对中国进行国事访问期间，向中共中央总书记兼中国国家主席习近平颁发了白俄罗斯“和平与友谊”勋章。
2019冠状病毒病疫情期间，两国之间相互提供大量医疗物资援助。白俄罗斯是最早向中国提供援助物资的国家之一。白俄罗斯共和国新闻部长亚历山大·卡尔柳科维奇称中白两国是“铁哥们”的关系。2022年9月15日，两国元首决定，将双边关系定位提升为全天候全面战略伙伴关系。白俄罗斯成为中国继俄罗斯和哈萨克斯坦之后第三个与之建立特殊友好关系的国家。
2023年3月1日，中国国家主席习近平与对中国进行国事访问的白俄罗斯总统亚历山大·卢卡申科举行峰会，双方呼吁在乌克兰实现停火，并通过和谈达成乌克兰问题的政治解决。

## 政治
中国和白俄罗斯之间有合作委员会机制，每两年组织一次会议，委员会下设经贸、科技、安全、教育、文化五个分委会和秘书处，2014年起开始运作。

## 旅行及簽證
2018年6月10日，中白签署普通护照互免签证协议，并于同年8月10日生效。據此協定，持中華人民共和國護照的中華人民共和國公民可以免簽證的方式入境白俄羅斯，單次停留不超過30天，在一年的期間內，最多可以停留90天。而持白俄羅斯護照的白俄羅斯公民可以免簽證的方式入境中華人民共和國 ，單次停留不超過30天，在一年的期間內，最多可以停留90天，前往香港及澳門亦可以免簽證，均可以停留30天。

## 經貿關係
2012年，中國（不包括港澳台）到白俄罗斯的貨物總額為22.4亿美元，白俄罗斯則出口了4.52亿美元到中國；中国出口到白俄罗斯的貨物有機械、金屬產品、化工產品等，白俄罗斯則主要出口化工產品來華。
位於明斯克15公里外的中國-白俄羅斯工業園是當地的经济特区，設有供工業、金融和科研等商業活動使用的設施，向投資者提供白俄羅斯總統令規定的优惠和保障，並歡迎任何资本来源独立的企業進駐；此工業園是中白兩國最大的經濟合作項目，也是白俄羅斯為吸引投資而設立的最大項目。2013年7月17日，白俄罗斯总统亚历山大·卢卡申科在北京与中华人民共和国国务院总理李克强会面，期望中国政府为园区发展提供最大帮助。
此外，白俄羅斯政府與中國企業亦有合作，項目包括公路扩建等。2022年4月29日，《中國與白羅斯服務貿易與投資協定》第四輪談判以視頻會議方式舉行。
| 年份   | 中国向白出口 | 中国自白进口 | 双方贸易总额 | 中国贸易顺差 |
| ------ | ------------ | ------------ | ------------ | ------------ |
| 2015年 | 7.50         | 10.11        | 17.60        | -2.61        |
| 2016年 | 10.89        | 4.35         | 15.24        | 6.54         |
| 2017年 | 9.33         | 5.15         | 14.49        | 4.18         |
| 2018年 | 11.45        | 5.71         | 17.16        | 5.74         |
| 2019年 | 17.99        | 9.15         | 27.14        | 8.84         |
| 2020年 | 21.13        | 8.90         | 30.03        | 12.23        |

## 文化關係
截至2014年10月，白俄羅斯共有3所孔子学院，這3所学院分別設於白俄罗斯国立大学、明斯克国立语言大学和白俄罗斯国立技术大学，重點研究的範圍分別為中国问题、中国古典文化和中白科技合作；白俄罗斯国立技术大学的「科技孔子学院」在2014年開始運作，是全球第一所科技型的孔子学院。白俄罗斯副总理托济克曾指孔子学院能为中白兩国的大型合作项目提供人才，又對當地孔子学院的發展表示支持。
中國在2015年和白俄羅斯達成协议，承諾继续向中國的优秀白俄羅斯留学生提供奖学金，並支持發展白俄羅斯的汉语教学。
中国的玉林师范学院等高等院校也与白俄罗斯的大学保持着良好的交流互动，中国与白俄罗斯的一些大学亦有定期互相派遣交换留学生。此外，在北京外国语大学等高等院校也有开设白俄罗斯语科供中国学生学习。

## 軍事關係
2023年8月16日，中国国防部长李尚福抵达白俄罗斯首都訪問，他表示中国和白俄罗斯是“铁杆兄弟”。
2024年7月8日，中白“雄鹰突击-2024”陆军联合训练在白俄罗斯布列斯特開幕。

## 外部連結
- 中華人民共和國駐白俄羅斯共和國大使館官方網站（简体中文）（俄文）
  - 中華人民共和國駐白俄羅斯共和國大使館經濟商務處官方網站（简体中文）
- 白俄羅斯駐華大使館官方網站（简体中文）（俄文）
- 白俄罗斯共和国驻上海总领事馆官方網站（简体中文）（俄文）